# バレーボールラトビア男子代表
バレーボールラトビア男子代表は、バレーボールの国際大会で編成されるラトビアの男子バレーボールナショナルチームである。

## 歴史
1991年にソビエト連邦から独立し、1992年に国際バレーボール連盟へ加盟。ラトビアナショナルチームとして1995年欧州選手権に初出場を果たした。
2000年以降、世界選手権大陸予選、欧州選手権予選に積極的に参加しているものの、欧州選手権は2度目の出場権獲得は遠く、1次ラウンドから参加した2010年世界選手権大陸予選も2次ラウンドで敗退した。
2020年9月、26年ぶりに欧州選手権予選を突破し、2021年欧州選手権に出場を果たした。

## 過去の成績

### オリンピックの成績
- 出場なし

### 世界選手権の成績
- 1998年 - 欧州予選敗退
- 2002年 - 欧州予選敗退
- 2006年 - 欧州予選敗退
- 2010年 - 欧州予選敗退

### 欧州選手権の成績
| - 1995年 - 11位 - 2001年 - 予選敗退 - 2007年 - 予選敗退 - 2009年 - 予選敗退 - 2011年 - 予選敗退 | - 2013年 - 予選敗退 - 2015年 - 予選敗退 - 2017年 - 予選敗退 - 2019年 - 予選敗退 - 2019年 - 16位 | - 2023年 - 予選敗退 |